# Banco Central Hispano
Banco Central Hispanoamericano, S. A., més conegut pel seu nom comercial Banco Central Hispano (BCH), va ser un banc privat espanyol, creat al desembre de 1991 per la fusió del Banco Central amb el Banco Hispano Americano. Alfonso Escámez va dirigir l'entitat des de 1990 fins a 1992, quan va cedir el testimoni a José María Amusátegui. El BCH es va fusionar el gener de 1999 amb el Banco Santander d'Emilio Botín per crear el Banco Santander Central Hispano. Amusátegui va ser copresident solidari d'aquesta entitat fins a 2001, quan va haver de renunciar en tenir Botí el control majoritari del consell d'administració i constituir-se més tard el Grup Santander.

## Antecedents
Tant el Banco Central com el Banco Hispano Americano eren entitats financeres molt vinculades al sector industrial, en dificultats després de la primera crisi del petroli. El Central va ser fundat en 1919 i el seu desenvolupament va ser paral·lel al de la indústria espanyola, així que els problemes de la dècada de 1970 van minvar la seva activitat. Per la seva banda, l'Hispanoamericà (1900) estava molt exposat a aquest sector per la cartera que va heretar del Banco Urquijo, fins que a partir de 1985 el banquer Claudio Boada Villalonga, un dels homes de confiança del ministre Miguel Boyer va aconseguir reestructurar-lo i canviar el seu negoci al de préstecs i dipòsits. El president del Central en 1991 era Alfonso Escámez, mentre que el del BHA era José María Amusátegui.
La fusió d'ambdues entitats es va intentar per primera vegada en la dècada de 1960. Aquest projecte va ser a càrrec de Ignacio Vilallonga i Antonio Basagoiti, però quan l'operació semblava tancada, el ministre d'Hisenda Juan José Espinosa i el seu subsecretari Luis Valero van pensar que el banc resultant adquiriria massa poder i li van negar els beneficis fiscals sol·licitats. En encarir-se l'operació, el Banco Central la va rebutjar. Amb Luis de Usera al capdavant del BHA i Escámez del BC, es va produir una nova temptativa que tampoc va fructificar, doncs el bescanvi accionarial no va convèncer Usera després de valorar els balanços.

## Fusió i desenvolupament
Les converses entre BC i BHA es van reprendre en 1989, un any després que un intent de fusió del Central amb Banesto (presidit per Mario Conde) van fracassar. El 14 de maig de 1991 es va redactar un document d'intencions, en el qual s'exposava la complementarietat entre tots dos bancs, la composició del consell d'administració i el bescanvi accionarial. En la pràctica, suposava l'absorció de l'Hispano Americano per part del Central. Escámez va ser el primer president fins al 24 de setembre de 1992, quan va cedir a Amusátegui (president solidari) tota la responsabilitat.

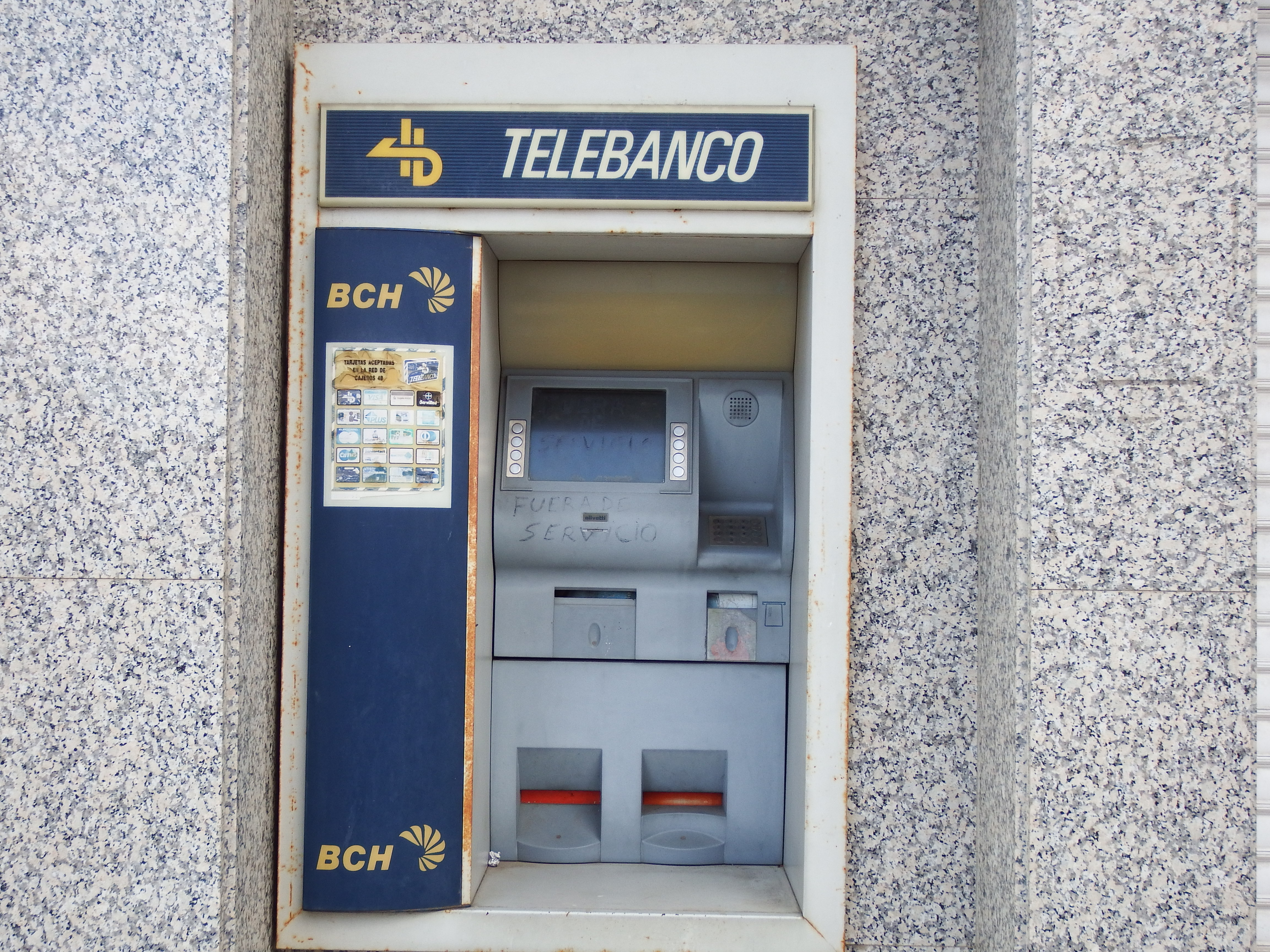
Caixer automàtic amb els logos del BCH

Les juntes extraordinàries de fusió es van celebrar el 30 d'octubre de 1991 i la signatura de l'escriptura va tenir lloc el 27 de desembre. Finalment, la Comissió Nacional del Mercat de Valors va registrar el 2 de gener de 1992 l'ampliació de capital del Banc Central per valor de 34.069 milions de pessetes per a l'absorció formal. El nou "Banco Central Hispano" es convertí en el banc privat més gran d'Espanya, en superar al Bilbao Vizcaya (BBV).
La nova entitat va afrontar la venda de bancs i companyies (en la seva majoria heretades del Banc Central) per tirar endavant, enmig d'una crisi bancària espanyola el màxim exponent de la qual va ser la intervenció de Banesto. Amusátegui va fitxar de conseller delegat en 1994 a Ángel Corcóstegui, amb el respatller del Banc d'Espanya, per dur a terme un profund sanejament. No obstant, es va mantenir la participació en altres empreses estratègiques com CEPSA i Dragados y Construcciones. La situació financera millorà ostensiblement en els anys següents.
Central Hispano va existir fins que el 15 de gener de 1999 s'anuncià la seva fusió amb el Banco Santander. L'entitat resultant s'anomenà "Banco Santander Central Hispano". En la lluita de poder que es va generar després, va ser el BCH qui va perdre influència. Amusátegui va abandonar la copresidència que compartia amb Emilio Botín el 15 d'agost de 2001 i sis mesos després Corcóstegui renuncià al seu càrrec de conseller delegar, ambdós amb una indemnització multimilionària.